# Самуэль, Рафаэль
Рафаэль Самуэль (англ. Raphael Elkan Samuel; 26 сентября 1934, Лондон — 9 декабря 1996, Лондон) — британский историк-марксист, профессор истории в Университете Восточного Лондона.

## Биография
Мать Самуэля, Мина Неренштейн, была активным членом Компартии Великобритании, в которой состоял и Самуэль до 1956 (до ввода советских войск в Венгрию).
Самуэль был членом Исторической группы Компартии Великобритании, куда входили такие историки, как Кристофер Хилл и Эрик Хобсбаум.
Он был одним из создателей журнала «Прошлое и настоящее», пионером в исследовании истории рабочего класса. Самуэль основал «Партизанское кафе» (Partisan Coffee House) в Сохо, в Лондоне, ставшее местом встречи британских новых левых.
Самуэль основал движение «Историческая мастерская» в Колледже Раскина, в Оксфорде, где преподавал в 1967 г.

## Память
После его смерти в 1996 г. Центр истории Восточного Лондона университета Восточного Лондона был переименован в Центр исторических исследований им. Рафаэля Самуэля.

## Значительные работы
- Крестьянская жизнь и труд (1975).
- Народная история и теория социализма (1981).
- Культура, идеология и политика (1983).
- Потерянный мир коммунизма (1986).